# Giuseppe Zanardelli

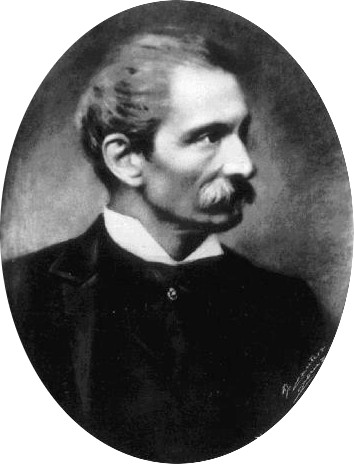
Giuseppe Zanardelli.

Giuseppe Zanardelli (Brescia, 29 oktober 1826 - Cesano Maderno, 26 december 1903) was een Italiaans jurist, nationalist en politicus. Van februari 1901 tot november 1903 was hij premier van het land. Als vertegenwoordiger van de bourgeoisie uit Lombardije was hij het gezicht van het klassieke 19e-eeuws links liberalisme, de expansie, het antiklerikalisme, de burgerlijke vrijheden, de vrijhandel en de laissez-faire-economie. Hij was ook een van de ferventste advocaten voor gewetensvrijheid en echtscheidingen.

## Vroege leven
Zanardelli werd geboren in Lombardije en was strijder in het vrijwillig corps gedurende de Eerste Italiaanse Onafhankelijkheidsoorlog tussen Oostenrijk en het koninkrijk Sardinië. Nadat Sardinië de slag bij Novara verloor keerde hij terug naar zijn geboortestad. Hij verdiende vervolgens zijn poen door rechten te onderwijzen, maar werd gemolesteerd door de Oostenrijkse politie omdat hij weigerde om pro-Oostenrijkse artikelen in de pers te schrijven.
In 1859 werd hij gedwongen om naar Zwitserland te vluchten. Hij ging in Lugano wonen, maar keerde al snel terug naar Brescia om een opstand te organiseren tijdens de Tweede Italiaanse Onafhankelijkheidsoorlog. Ook verwelkomde hij Giuseppe Garibaldi in zijn stad. Hij werd opgenomen in de Jagers van de Alpen en bleef in Lombardije tot de Wapenstilstand van Villafranca in juli 1859. Na de annexatie van Lombardije door Piëmont-Sardinië werd hij in 1859 verkozen in het Parlement van Turijn.
Als afgevaardigde weigerde hij verschillende administratieve benoemingen. Toen links in 1876 aan de macht kwam, begon Zanardelli echter een prominent en invloedrijk politicus te worden.

## In de regering
In 1876 werd hij in de eerste regering van Agostino Depretis minister van Openbare Werken en in 1878 minister van Binnenlandse Zaken in de regering van Benedetto Cairoli. In deze functie hervormde hij het stemrecht, maar veroorzaakte hij ontevredenheid door de besluiteloosheid van zijn administratieve handelingen, vooral van de spanningen veroorzaakt door irrendentisme. Zijn theorie van onderdrukking verminderde het aantal misdaden niet. Integendeel, het leidde tot een epidemie van moorden.
Hierdoor werd Zanardelli in december 1878 ontslagen door Cairoli. In 1881 werd hij minister van Justitie in de nieuwe regering van Agostino Depretis en vervolledigde een commercieel wetboek. In 1882 kwam een hervorming van het stemrecht, waarbij de minimumleeftijd om te stemmen van 25 naar 21 jaar gebracht werd en de minimum-taks om te stemmen werd verlaagd. Om te stemmen was het ook niet meer verplicht om een diploma lager onderwijs te hebben.
In 1883 werd hij door Depretis uit de regering gezet en maakte tot in 1887 deel uit van de oppositie. Toen werd hij opnieuw minister van Justitie in de nieuwe regering van Agostino Depretis en vervulde dit mandaat eveneens in de regering van Francesco Crispi en dit tot in januari 1891. Hij hervormde de magistratuur, schafte de doodstraf af, hervormde het strafboek en hij aanvaardde het recht om te staken.
Na de val van de regering van Giovanni Giolitti in 1893 deed Zanardelli een onsuccesvolle poging om een regering te vormen. Hij werd voorzitter van de Kamer van Afgevaardigden tot hij in december 1897 minister van Justitie werd in de regering van Antonio Starabba. Na een conflict met collega-minister Emilio Visconti-Venosta om een bloedbad zoals dat van Bava-Beccarris in mei 1898, trad Zanardelli in 1898 af.

## Eerste minister
Hij werd opnieuw voorzitter van de Kamer, maar nam één jaar later al ontslag uit protest tegen de maatregelen van de regering van Luigi Pelloux om politieke activiteit en de vrijheid van meningsuiting te verminderen. Na de val van de regering van Giuseppe Saracco in februari 1901 slaagde Zanardelli er zelf in om een regering te vormen met steun van extreemlinks. In deze regering was voormalig eerste minister Giovanni Giolitti minister van Binnenlandse Zaken en in feite ook de echte leider van de regering.
Zanardelli kon echter niet veel verwezenlijken tijdens zijn premierschap, aangezien zijn gezondheid erg achteruit ging. Zijn wet in verband met echtscheidingen veroorzaakte veel tegenstand in Italië. Op 21 november 1903 trad de oude Zanardelli af als eerste minister ten voordele van Giovanni Giolitti. Hij overleed één maand later.